# Deutsche Kriegsgräberstätte Podgorica
Die Deutsche Kriegsgräberstätte Podgorica liegt nahe der Stadt Podgorica in Montenegro auf einem Militärgelände unweit des Flughafens Golubovci. Sie ist ein Sammelfriedhof für (Stand 2016) 64 im Zweiten Weltkrieg gefallene deutsche Soldaten.

## Kriegshandlungen und Friedensbereitschaft
Der Zweite Weltkrieg war ein Angriffskrieg des NS-Staats, gegen den sich auch die Partisanen in Montenegro wandten. Die gefallenen Soldaten sind im Zweiten Weltkrieg fast ausschließlich im Kampf mit Partisanen getötet worden. Von Seiten der Deutschen wurden grausame Vergeltungsmaßnahmen gegen die Zivilbevölkerung begangen. Diese Kriegsgräberstätte ist ein Mahnmal für den Frieden.

## Lage
Die Kriegsgräberstätte liegt im nördlichen Bereich des Militärflughafens „Golubovci“ auf Militärgelände, dem diensthabenden Wachpersonal ist deshalb auf Verlangen der Reisepass vorzuweisen. Das Grundstück befindet sich fast unmittelbar neben dem Zivilflughafen Podgorica.

## Friedhof
Der Friedhof wurde seit 2016 vom Volksbund Deutsche Kriegsgräberfürsorge angelegt und eingeweiht. Er besteht aus vier Gräberblöcken, die eine Belegung mit 800 Grabstellen ermöglichen. In Block 2 wurden 64 Tote im Jahr 2016  eingebettet. Es können Gefallene aus etwa 200 verschiedenen Grablageorten in Montenegro dorthin umgebettet werden. Ein kreisförmiger Gedenkplatz mit zwei Meter hohem Hochkreuz wird von einer halbkreisförmigen Rundmauer mit 29 Namenstafeln umrahmt. Auf diesen Tafeln sind 2500 Tote der beiden Weltkriege auf dem Gebiet des heutigen Montenegro aufgeführt, die vermisst wurden. Das Gelände ist von einer Zypressenhecke umgeben.